# Lassepetteri Laurila
Lassepetteri Laurila, né le 4 août 1973, est un joueur de volley-ball finlandais. 
Il mesure 1,88 m et joue passeur. Il totalise 179 sélections en équipe nationale de Finlande.

## Clubs
| Club               | Pays     | De        | À         |
| ------------------ | -------- | --------- | --------- |
| PPS Helsinki       | Finlande | 1994-1995 | 1996-1997 |
| MTV Näfels         | Suisse   | 1997-1998 | 1997-1998 |
| Forlì              | Italie   | 1998-1999 | 2000-2001 |
| Modène             | Italie   | 2001-2002 | 2001-2002 |
| AS Cannes          | France   | 2002-2003 | 2002-2003 |
| Korso Helsinki     | Finlande | 2003-2004 | 2003-2004 |
| Gioia del Colle    | Italie   | 2004-2005 | 2004-2005 |
| Jastrzebski Wegiel | Pologne  | 2005-2006 | …         |

## Palmarès
- Championnat d'Italie : 2002
- Championnat de Suisse : 1998
- Coupe de Suisse : 1998